# مرد دوهزارچهره
مرد دوهزارچهره نام یک مجموعه تلویزیونی ایرانی است که در نوروز ۱۳۸۸ هرشب ساعت ۲۳ از شبکه سه پخش می‌شد. این مجموعه دنباله‌ای بر مجموعه تلویزیونی مرد هزارچهره است که در نوروز ۱۳۸۷ از همین شبکه پخش گردید. کارگردانی این اثر را مهران مدیری به عهده داشت و علاوه بر بازیگران مشترک سال گذشته حدود ۴۰ بازیگر جدید نیز به مجموعه اضافه شدند. این سریال در ۱۳ قسمت ۴۰ دقیقه ای تولید شده‌است. مهران مدیری باز هم در نقش «مسعود شصت‌چی» در موقعیت‌های مختلف با افراد دیگری از جمله یک خلبان، یک رمال، یک سرمربی فوتبال و مهران مدیری (شخصیت واقعی خود مدیری) اشتباه گرفته می‌شود. نویسندگان این مجموعه  مهران مدیری، خشایار الوند و امیرمهدی ژوله بودند. مرد دوهزارچهره اولین کار مهران مدیری بعد از جدا شدن پیمان قاسم‌خانی از تیم نویسندگی آثارش می‌باشد. 
اخیرا شایعه شده است که مهران مدیری می خواهد مرد سه هزار چهره را بسازد که نسبت به این خبر واکنشی نشان نداده است.

## خلاصه داستان
- مسعود شصت‌چی (مهران مدیری) که در گذشته به دلیل تغییر هویت‌ها به دادگاه رفته بود و حکم شش ماه زندانی گرفته بود به خانه بازگشته‌است. این در حالی است که سحر (فلامک جنیدی)، نامزد او دیگر به مسعود شصت‌چی علاقه ندارد.
- مسعود از اداره ثبت احوال اخراج شده و همه به دلیل گذشته وی او را سرزنش می‌کنند و حاضر به استخدام او نیستند.
- از آنجا که مسعود شصت‌چی با شماره شناسنامه ۱۳ در اشتباه گرفته شدن با افراد دیگر بدشانس است فردی او را با مهران مدیری کارگردان و بازیگر اشتباه می‌گیرد و از او تقاضای وقت مصاحبه می‌کند. از طرفی مسعود از طریق جراید متوجه می‌شود که مهران مدیری در خارج از کشور است و وقتی می‌بیند کسی او را تحویل نمی‌گیرد و عشق او هم رفته‌است تصمیم می‌گیرد این بار به عمد خود را مهران مدیری معرفی کند تا دوباره به یک شخصیت محبوب تبدیل شود. با این حال طی ساخت یک فیلم تلویزیونی در فرودگاه با کاپیتانی به نام کاپیتان ساجدی اشتباه گرفته می‌شود. او مجبور می‌شود یک هواپیما را تا شیراز ببرد ولی در راه به اشتباه به تهران بازمی‌گردد. هواپیما در راه دچار نقص فنی شده و او با تلاش خود هواپیما را به زمین می‌نشاند و از فرصت سوءاستفاده کرده و فرار می‌کند ولی باز هم به جای یک مربی فوتبال اشتباه گرفته می‌شود. او در نقش مربی شکیبا به کارش ادامه می‌دهد. لازم است ذکر شود که در این قسمت‌ها روابط نامشخص و پیچیدهٔ پشت پرده فوتبال کشور به نقد کشیده می‌شود که در نوع خود جالب‌توجه است؛ ولی در حینی که پلیس متوجه می‌شود که آن مربی پروفسور شکیبا نبوده و مسعود شصت‌چی است به محل استقرار تیم سیکاد مراجعه می‌کند ولی او به صورت اتفاقی آنجا نبوده و به‌طور ناخواسته وارد بازی دیگری می‌شود. وی پایش به یک باند خلاف باز شده که خود را جادوگر جا زده‌اند و به وسیله کف بینی، احضار روح و … گذران زندگی می‌کنند. در این ماجرا همه متوجه نیروی فوق‌العاده وی در این کار می‌شوند و در واقع او را مدیوم می‌دانند. مسعود در حال فریب دادن اشخاصی دستگیر می‌شود و دوباره به زندان می‌افتد.
- مأمور بازجو به سادگی وی پی می‌برد و مسعود به عدم توانایی خود در نه گفتن به کارهایی که حتی نمی‌خواهد انجام دهد اقرار می‌کند. به هر حال قانون او را مجرم شناخته و حکم او را ۱۰ سال تبعید به روستایی در بدترین نقطه کشور اعلام می‌کند. آن روستا جایی نیست جز برره. یک مار (نشیمن‌گز) او را نیش می‌زند و بیهوش می‌شود. شیرفرهاد پایین برره و کیانوش استقرارزاده (که حالا پیر شده‌اند) سر می‌رسند و او را با خود می‌برند.

## بازیگران و شخصیت‌ها
| نام بازیگر       | نقش | توضیح |
| ---------------- | --- | ----- |
| مهران مدیری      |     |       |
| غلامرضا نیکخواه  |     |       |
| پروین قائم‌مقامی  |     |       |
| رضا فیض نوروزی   |     |       |
| فلامک جنیدی      |     |       |
| سیامک انصاری     |     |       |
| پژمان بازغی      |     |       |
| برزو ارجمند      |     |       |
| کیهان ملکی       |     |       |
| بیوک میرزایی     |     |       |
| سحر زکریا        |     |       |
| سحر جعفری جوزانی |     |       |
| محمدرضا هدایتی   |     |       |
| بیژن بنفشه‌خواه   |     |       |
| سپند امیرسلیمانی |     |       |
| امید زندگانی     |     |       |
| صدرالدین حجازی   |     |       |
| هادی کاظمی       |     |       |
| عارف لرستانی     |     |       |
| فلور نظری        |     |       |
| یوسف صیادی       |     |       |
| علی لک‌پوریان     |     |       |
| امید روحانی      |     |       |
| سام نوری         |     |       |
| شقایق جودت       |     |       |
| سید مهدی حیدری   |     |       |
| شیما اسدی        |     |       |
| ژاله شعاری       |     |       |
| شادی احدی‌فر      |     |       |

## جوایز و نامزدها
| سال  | جایزه                   | رده                              | دریافت‌کننده | نتیجه |
| ---- | ----------------------- | -------------------------------- | ----------- | ----- |
| ۱۳۹۰ | دوازدهمین دوره جشن حافظ | بهترین بازیگر مرد کمدی تلویزیونی | مهران مدیری | برنده |

- نشریه معتبر دنیای تصویر نقش مسعود شصت‌چی (با بازی مهران مدیری) را جزو ۱۰۰ نقش ماندگار تاریخ سینما و تلویزیون ایران انتخاب کرد.